# Кобилецький Володимир Романович
Володимир Романович Кобилецький (позивний — Сивий; 23 серпня 1977 — 2 жовтня 2022, Херсонська область) — український військовослужбовець, матрос Військово-морських сил Збройних сил України, учасник російсько-української війни. Почесний громадянин міста Тернополя (2022, посмертно).

## Життєпис
Володимир Кобилецький народився 23 серпня 1977 року.
Морський піхотинець десантно штурмової роти. Загинув 2 жовтня 2022 року на Херсонщині при виконанні бойового наказу по утриманні важливої вогневої позиції від мінометного обстрілу.
Похований 8 жовтня 2022 року на Алеї Героїв Микулинецького кладовища м. Тернопіль.

## Нагороди
- Орден «За мужність» ІІІ ступеня (16 травня 2023, посмертно) — за особисту мужність, виявлену у захисті державного суверенітету та територіальної цілісності України, самовіддане виконання військового обов'язку[1]
- почесний громадянин міста Тернополя (14 листопада 2022, посмертно)[2][3].